# Синоптична метеорологія
Синопти́чна метеороло́гія (від грец. sinoptikos — «побачене разом») — розділ метеорології, що розглядає процеси із характерним просторовим розміром порядку 1000 км або більше, але менші за загальні процеси циркуляції атмосфери. На цій шкалі існують такі явища як депресії, циклони та антициклони позатропічних широт, діють хвилі Росбі. Оскільки ці явища є головними чинниками, що впливають на погоду у помірних широтах, саме на цій шкалі проводиться сучасне прогнозування погоди.
Засновником синоптичної метеорології вважається Генріх Вільгельм Брандес.